# Två mörka ögon
Två mörka ögon är ett studioalbum från 1991 av det svenska dansbandet Sven-Ingvars.

## Låtlista
1. Två mörka ögon
2. Jag ringer på fredag
3. Virus och bakterier
4. Börja om från början
5. På sångens vingar
6. Marknadsdagen
7. Min gamla vän
8. Nidälven
9. I en röd liten stuga
10. Det var i vår ungdoms fagraste vår
11. Regnets rytm (Rhythm of the Rain)
12. Marina
13. Barndomshemmet (On the Banks of the Wabash, Far Away)
14. Fryksdalsdans

## Listplaceringar
| Lista (1992) | Topplacering |
| ------------ | ------------ |
| Sverige      | 49           |